# Aphalangie
Die Aphalangie, Alpha privativum + altgriechisch φάλαγξ, φαλάγγος phalanx, phalangos, deutsch ‚Finger‘, ist eine Fehlbildung, bei der ein oder mehrere Finger- oder Zehenglieder fehlen.
Sie kann zusammen mit der Acheiropodie (Fehlen von Hand und Fuß), der Adaktylie (Fehlen von Fingern oder Zehen) zu den Terminalen transversalen Extremitätendefekten gezählt werden.

## Verbreitung
Über Häufigkeit und Ursache liegen keine Informationen vor.

## Im Rahmen von Syndromen
Bei einigen Syndromen ist eine Aphalangie wesentliches Merkmal:
- Aphalangie-Hemivertebrae-urogenital-intestinale Dysgenesie-Syndrom[4]
- Aphalangie-Syndaktylie-Mikrozephalie-Syndrom[5]
- Cerebroarthrodigital-Syndrom[6]
- Digito-reno-zerebrales Syndrom
- Ektrodaktylie
- Goltz-Gorlin-Syndrom
- Yunis-Varon-Syndrom

## Therapie
Zur Behandlung kommt eventuell ein Transfer einer Zehe infrage.